# La Cresse
 La Cresse  (en occitano La Cressa) es una población y comuna francesa, situada en la región de Mediodía-Pirineos, departamento de Aveyron, en el distrito de Millau y cantón de Peyreleau.

## Demografía
| 246 | 239 | 214 | 231 | 255 | 273 |
| Para los censos de 1962 a 1999 la población legal corresponde a la población sin duplicidades (Fuente: INSEE [Consultar]) |     |     |     |     |     |